# Khovd (cidade)
Khovd ou Hovd (em mongol:  Ховд), anteriormente conhecida como Kobdo ou Khobdo, é a capital da província (aimag) de Khovd na Mongólia.

## Geografia e clima

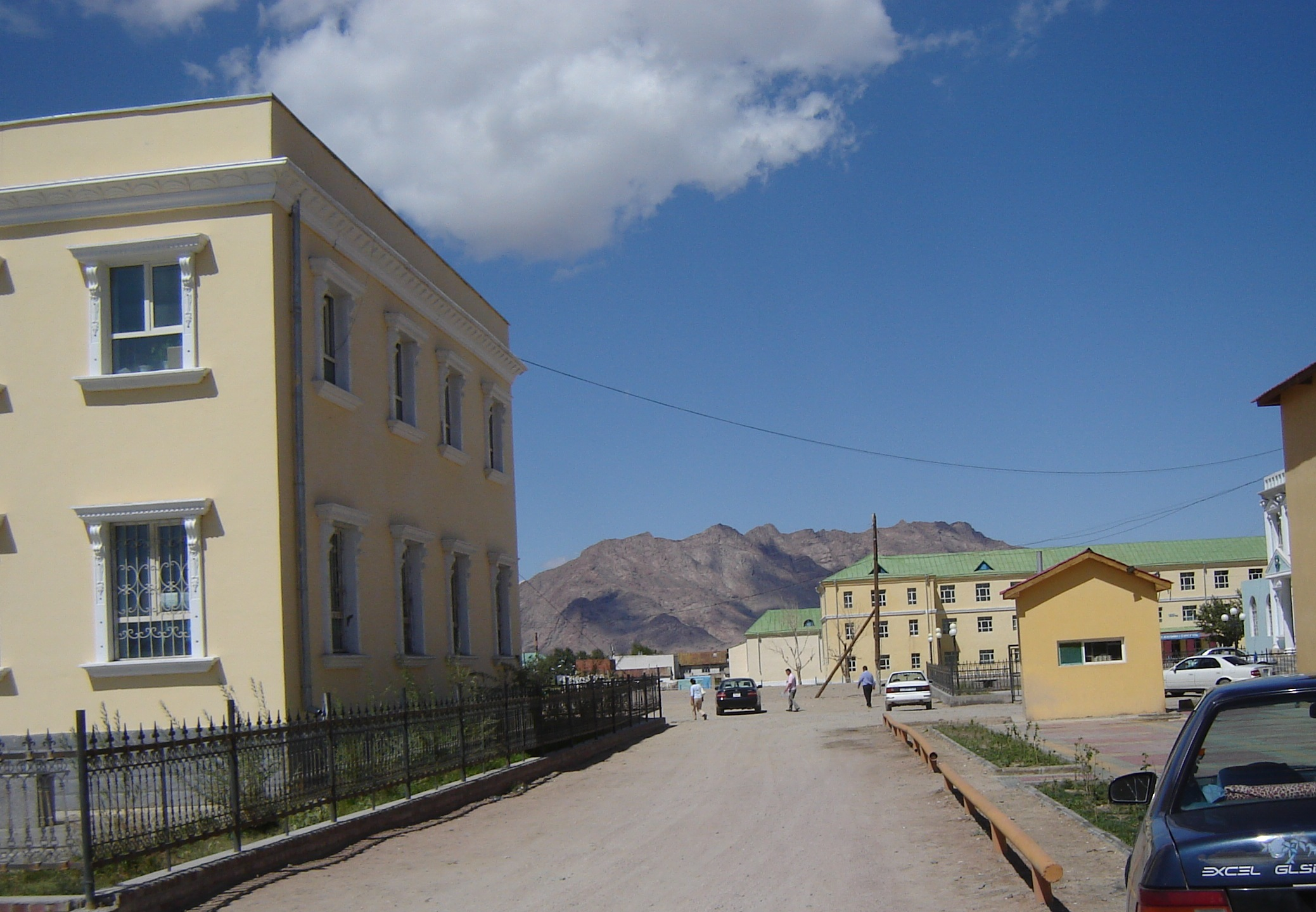
Rua em Khovd

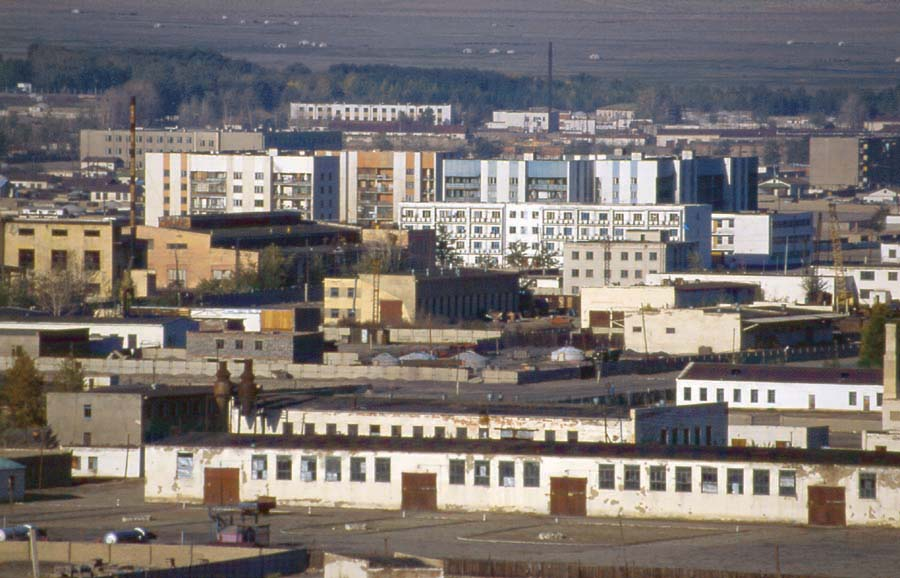
Centro de Khovd

Está situada no sopé das Montes Altai mongóis, às magens do rio Buyant. O lago Khar-Us está localizado aproximadamente 25 km a leste de Khovd, localização de uma "Área Rigorosamente Protegida" (designação do governo mongol) chamada Mankhan Preservação da Natureza.
Khovd é conhecida em toda a região pela sua safra de melancia e tomate no final do verão, bem como pela alta qualidade dos seus produtos de carne sazonal.
Devido a reforma administrativa de 1992, Khovd recebeu o estatuto de sum (distrito) com o nome de Jargalant. A área da cidade é de 70 km².
Khovd possui clima desértico frio (classificação do clima de Köppen: BWk) com invernos longos, secos e gelados e verões curtos e quentes. A precipitação é mínima e intensamente concentrada no verão.

## População
A população da cidade era de 25 609 (censo de 1 de maio de 2000) e 29 012 (censo 11 de outubro de 2010).
Em 2005, o sum possuía 32 351 habitantes (6 675 famílias), pertencentes a mais de dez grupos étnicos e nacionalidades, tais como, Dzungar, Khalkh, Zakhchin, Torguud, Uriankhai, Myangad, Dörvöd, Bayad, Cazaques, Chantuu (Uzbeques) e Üzemchin.

## História

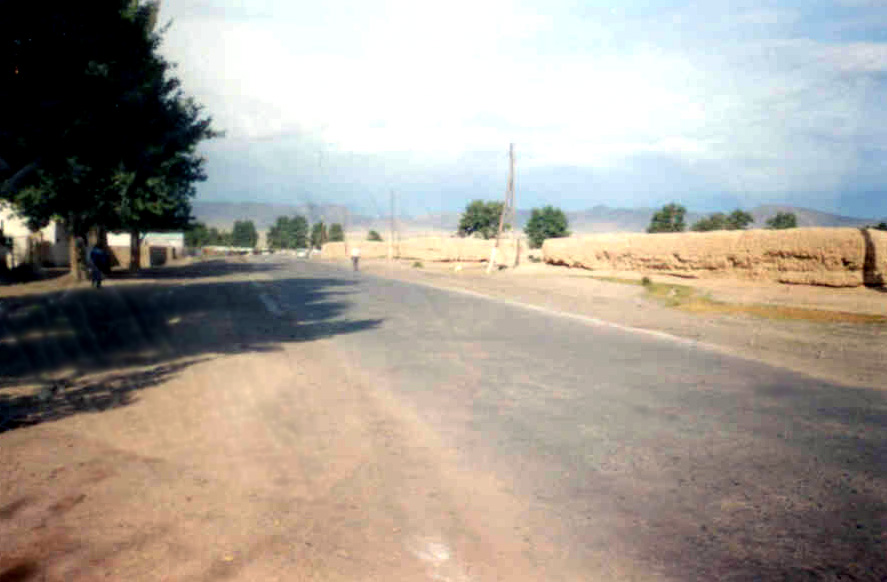
Ruínas da fortaleza onde o amban Manchu residia

A cidade foi fundada pelos Galdan Boshugtu Khan da Zungaria, no século XVII, às margens do rio Khovd, onde atualmente está o sum de Erdenebüren. A horticultura foi desenvolvida em torno da cidade usando a experiência de cultivo de terra dos cativos do Turquestão Oriental e Ásia Central. A cidade foi deslocada pela administração Qing, depois da destruição do Canato de Zunghar, após 1757, para às margens do rio Buyant.
Em 7 de agosto de 1912, tropas mongóis sob a liderança de Manlai Baatur Damdinsuren, Khatanbaatar Magsarjav e Ja Lama (Dambiijantsan), e com o apoio popular do povo local, liberaram a cidade de Khovd, destruiu toda a guarnição Manchu-Chinesa e aboliu o governo do amban (alto-oficial) nomeado pela dinastia Qing.